# Pseudomops interceptus
Pseudomops interceptus es una especie de cucaracha del género Pseudomops, familia Ectobiidae. Fue descrita científicamente por Burmeister en 1838.
Habita en México, Guatemala; y Honduras.